# Shaun White Snowboarding
Shaun White Snowboarding (с англ. — «Сноубординг Шона Уайта») — спортивная видеоигра о сноубординге. Она была разработана студией Ubisoft Montreal и издана компанией Ubisoft в 2008 году.

## Геймплей
Игра является симулятором сноуборда. В игре доступны разные горы, на которых можно участвовать в различных соревнованиях, таких как биг-эйр, фристайл или гонки на время против реальных или компьютерных противников. В открытом мире можно ездить на сноуборде, путешествовать пешком, на подъёмнике или даже вертолёте. Новые спуски, элементы, трюки и уровни открываются после сбора определенного количества монет. В конце одиночного режима игрок бросает вызов самому Шону Уайту.
Игрок может настраивать внешний вид своего аватара и доски. В сетевом режиме до 16 игроков может собраться для общения и катания на горе, но в одном матче могут участвовать не более 8.
Версия для Wii также поддерживает управление с помощью Wii Balance Board.

## Отзывы
| Сводный рейтинг       | Сводный рейтинг |
| Агрегатор             | Оценка |
| --------------------- | --- |
| GameRankings          | 77,61 % (Wii) 63,46 % (PS3) 61,65 % (X360)                                                                                               |
| Metacritic            | Wii: 78 % (28 обзоров) PSP: 70 % (5 обзоров) DS: 63 % (4 обзора) PS3: 63 % (30 обзоров) PC: 60 % (8 обзоров) Xbox 360: 60 % (48 обзоров) |
| Иноязычные издания    | |
| Издание               | Оценка |
| Game Informer         | 6,75/10 |
| OXM                   | 6,5/10 |
| Русскоязычные издания | |
| Издание               | Оценка |
| «Игромания»           | 7,5/10 |

Wii-версия Shaun White Snowboarding стала 20-й самой продаваемой игрой в США в декабре 2008 года и самой продаваемой из всех версий игры. В 2009 году генеральный директор Ubisoft заявил, что было продано более 3 миллионов копий игры.
Версия игры для Wii получила более положительные обзоры, чем другие. Eurogamer оценил её на 7/10, похвалив, как «выглядющую лучше всех», отмечая представление, саундтрек, использование Wii Balance Board и мультиплеер и одновременно критикуя управление Wii Remote, секции хафпайп, уровень сложности и слишком короткий одиночный режим.
Версия Wii была номинирована на несколько наград за 2008 год от IGN среди Wii-игр, включая «Лучшая новая игра», «Лучшая спортивная игра», «Лучшая графическая технология», «Лучшее использование Balance Board» и «Игра года». Версия Xbox 360 была номинирована GameSpot на звание «Худшей игры, в которую все играли» и получила звание «Самое сомнительное использование внутриигровой рекламы» из-за того, что 20 % игры было доступно только в версии, продававшейся в магазинах Target.